# Договір застави
Догові́р заста́ви — цивільно-правова угода, за якою заставодавець надає заставодержателю в заставу належне йому майно в забезпечення виконання зобов'язань за основним правочином (найчастіше, кредитним договором).
Метою укладення договору застави є забезпечення виконання основного цивільно-правового зобов'язання. Наприклад, якщо особа купує автомобіль у кредит, то банк, який видав кредит, бере цей автомобіль у заставу. Якщо особа не поверне кредит, банк зверне стягнення (отримає у власність) цей автомобіль. Про це сторони домовляються у договорі застави транспортного засобу.
Сторонами договору застави є заставодавець і заставодержатель. Заставодавцем може бути боржник за основним зобов'язанням, або третя особа (майновий поручитель). Заставодержатель — це кредитор за основним зобов'язанням. Наприклад:
| Учасник 1: | Банк = Кредитор = Заставодержатель            | > Кредитний договір | > Договір застави |
| Учасник 2: | Особа = Позичальник (боржник) = Заставодавець | > Кредитний договір | > Договір застави |

Або:
| Учасник 1: | Особа = Позичальник (боржник)               | > Кредитний договір |                   |
| Учасник 2: | Банк = Кредитор = Заставодержатель          | > Кредитний договір | > Договір застави |
| Учасник 3: | Особа = Майновий поручитель = Заставодавець |                     | > Договір застави |

У договорі застави визначаються суть, розмір та строк виконання основного зобов'язання, опис предмета застави, інші умови.
Типові обов'язки заставодавця:
- передати в заставу майно;
- користуватися майном з урахуванням обмежень, передбачених договором;
- вживати всіх необхідних заходів для збереження майна;
- нести відповідальність за ризик випадкової загибелі або втрату майна;
- не здійснювати відчуження, передачі майна, його подальшої застави без письмової згоди заставодержателя;
- негайно повідомляти заставодержателя про зміну місцезнаходження майна, про будь-які інші зміни.

Типові права́ заставодержателя:
- перевіряти наявність, стан, розмір, і умови збереження майна;
- вимагати від заставодавця вжиття заходів, необхідних для збереження майна;
- вимагати від заставодавця заміни предмета застави у разі погіршенням його стану, і виникнення загрози загибелі, пошкодження чи зменшення його вартості;
- задовольнити за рахунок заставленого майна всі свої вимоги до боржника за основним зобов'язанням у повному обсязі;
- реалізувати заставлене майно, або прийняти його на свій баланс.

Договір застави повинен бути укладений у письмовій формі. У деяких випадках (застава нерухомості тощо) вимагається нотаріальне посвідчення договору. В залежності від вимог закону та умов правочину, у зв'язку з укладенням договору застави може здійснюватися оцінка майна, його страхування, аудиторська перевірка фінансового стану сторін.
Якщо майно перебуває у спільній власності, договір застави укладається усіма співвласниками зі сторони заставодавця, але одні співвласники можуть уповноважити інших співвласників на укладення такого договору.
Договори іпотеки та закла́ду є різновидами договору застави. Іпотека — це застава нерухомого майна, у тому числі землі. Закла́д — це застава рухомого майна, яке на час дії договору передається у володіння заставодержателя або за його наказом — у володіння третій особі.